# Montañas Welch
Las Montañas Welch ("Welch Mountains" en inglés) son un grupo dominante de montañas antárticas. El pico más alto (El Monte Acton) se eleva a 3.015 m, está ubicado a 25 millas náuticas (46 km) al norte del Monte Jackson en el margen este de la Meseta Dyer en la Tierra de Palmer. Estas montañas fueron vistas probablemente desde el aire por Ellsworth en 1935 y la zona del norte fue esbozada en 1936 por la Expedición Británica a la Tierra de Graham. En 1940 las montañas fueron fotografiadas desde el aire y trazadas desde el suelo por el Programa Antártico de los Estados Unidos. En los informes de la expedición y las cartas se asumió que eran parte de los Montes Ellsworth. Los picos fueron mapeados en detalle por el Servicio Geológico de los Estados Unidos en 1974. Y fueron nombradas por el Comité Consultivo sobre Nomenclatura Antártica en honor al Contraalmirante David F. Welch, de la Fuerza de Apoyo Naval de los Estados Unidos, Antártida.